# Malo maxima
Malo maxima är en nässeldjursart som beskrevs av Lisa-ann Gershwin 2005. Malo maxima ingår som enda art i släktet Malo och familjen Tamoyidae. Inga underarter finns listade i Catalogue of Life.